# سید آقا تیرفروش
سیدآقا میرخانی معروف به سید آقاتیرفروش از بزازان تهرانی بود، که در دوره نخست بعنوان نماینده تهران در مجلس شورای ملی حضور داشت.